# Шушлин, Владимир Григорьевич
Владимир Григорьевич Шушлин (1896, Гродно — 23 октября 1978) — русский оперный певец. Его называют «основателем китайского вокального пения», он был первым иностранным певцом в Китае, исполнившим китайские песни на языке оригинала. Шушлин был известен своим богатым басовым голосом и использованием традиционного итальянского оперного стиля.
Шушлин родился в Гродно в 1896 году, в начале 1900-х посещал Санкт-Петербургскую государственную академическую капеллу . Здесь он учился у Михаила Климова. Шушлин начал играть на фортепиано и скрипке, но затем остановился на оперном пении. Позже он присоединился к труппе Мариинского театра, где выступал с Федором Шаляпиным и пел в опере «Борис Годунов». С Шаляпиным они стали хорошими друзьями и продолжали выступать вместе, в том числе в «Золотом петушке». Шушлин окончил Санкт-Петербургскую консерваторию в 1920 году С 1922 по 1924 год выступал с оркестром Санкт-Петербургской филармонии . В последний раз участие в их выступлении он принял в опере «Гибель богов» 16 апреля 1924 года
Бежав из России после революции, Шушлин переехал Харбин 1924 году Здесь он преподавал музыку и выступал под именем Су Ши Линь. В 1927 году он направился в турне по Японии и Филиппинам. Шушлин вернулся в Китай в 1929 году и обосновался в Шанхае. По настоянию Сяо Юмэя Шушлин присоединился к составу Шанхайской консерватории в сентябре 1930 года. Дин Шандэ считал Шушлина учителем «первого ранга».
Шушлин вернулся в Россию в 1956 году и стал профессором Московской консерватории . Умер в Москве в 1978 году.